# Javad Kazemian
Javad Kazemian (en persa: جواد كاظميان; Kashan, Isfahán, 23 de abril de 1981) es un exfutbolista iraní que jugaba en la posición de extremo.

## Clubes
| Club                            | País | Año       |
| ------------------------------- | ---- | --------- |
| Saipa FC                        | Irán | 1999-2002 |
| Shabab Al-Ahli Dubai FC         | EAU  | 2002-2003 |
| Saipa FC                        | Irán | 2003      |
| Persépolis FC                   | Irán | 2003-2006 |
| Al-Shaab Cultural & Sports Club | EAU  | 2006-2007 |
| Al-Shabab Al Arabi Club         | EAU  | 2007-2008 |
| Ajman Club                      | EAU  | 2008-2010 |
| Emirates Club                   | EAU  | 2010      |
| Sepahan Sport Club              | Irán | 2010-2011 |
| Persépolis FC                   | Irán | 2011-2013 |
| Tractor Sazi FC                 | Irán | 2013-2014 |
| Saba Qom FC                     | Irán | 2014-2015 |

## Selección nacional

### Goles internacionales
| # | Fecha                | Lugar                                      | Oponente   | Gol | Resultado | Competición        |
| - | -------------------- | ------------------------------------------ | ---------- | --- | --------- | ------------------ |
| 1 | 15 de agosto de 2003 | Estadio Azadi, Teherán, Irán               | Camerún    | 4–0 | 4–1       | Amistoso           |
| 2 | 11 de julio de 2007  | Estadio Bukit Jalil, Kuala Lumpur, Malasia | Uzbekistán | 2–1 | 2–1       | Copa Asiática 2007 |
| 3 | 5 de octubre de 2011 | Estadio Azadi, Teherán, Irán               | Palestina  | 4–0 | 7–0       | Amistoso           |
| 4 | 5 de octubre de 2011 | Estadio Azadi, Teherán, Irán               | Palestina  | 7–0 | 7–0       | Amistoso           |

## Palmarés
| Título                                    | Club                    | País | Año  |
| ----------------------------------------- | ----------------------- | ---- | ---- |
| Copa Presidente de Emiratos Árabes Unidos | Shabab Al-Ahli Dubai FC | EAU  | 2002 |
| UAE Pro League                            | Al-Shabab Al Arabi Club | EAU  | 2008 |
| Copa Presidente de Emiratos Árabes Unidos | Emirates Club           | EAU  | 2010 |
| Supercopa de los Emiratos Árabes Unidos   | Emirates Club           | EAU  | 2010 |
| Iran Pro League                           | Sepahan FC              | Irán | 2011 |
| Copa Hazfi                                | Tractor Sazi FC         | Irán | 2014 |